# Tepuihyla
A Tepuihyla  a kétéltűek (Amphibia) osztályába és  a békák (Anura) rendjébe a levelibéka-félék (Hylidae) családjába és a Hylinae alcsaládba tartozó nem. A nem fajai Dél-Amerikában,  Venezuela és Guyana hegyvidéki részein és  valószínűleg Brazíliában élnek.

## Rendszerezés
A nembe az alábbi 8 faj tartozik:
- Tepuihyla aecii  Ayarzagüena, Señaris, & Gorzula, 1993
- Tepuihyla celsae Mijares-Urrutia, Manzanilla-Puppo, & La Marca, 1999
- Tepuihyla edelcae (Ayarzagüena, Señaris, & Gorzula, 1993)
- Tepuihyla exophthalma (Smith & Noonan, 2001)
- Tepuihyla galani  Ayarzagüena, Señaris, & Gorzula, 1993
- Tepuihyla luteolabris Ayarzagüena, Señaris, & Gorzula, 1993
- Tepuihyla obscura Kok, Ratz, Tegelaar, Aubret, & Means, 2015
- Tepuihyla rimarum  Ayarzagüena, Señaris, & Gorzula, 1993
- Tepuihyla rodriguezi (Rivero, 1968)
- Tepuihyla shushupe Ron, Venegas, Ortega-Andrade, Gagliardi-Urrutia, & Salerno, 2016
- Tepuihyla talbergae Duellman & Yoshpa, 1996
- Tepuihyla tuberculosa (Boulenger, 1882)
- Tepuihyla warreni (Duellman & Hoogmoed, 1992)